# لي ودروف
لي ودروف (بالإنجليزية: Lee Woodruff)‏ هو لاعب كرة قدم أمريكية أمريكي، ولد في 14 أبريل 1909 في بيتسفيل في الولايات المتحدة، وتوفي في 22 فبراير 1947.

## وصلات خارجية
- لي ودروف على موقع مرجع كرة القدم المحترفة.كوم (الإنجليزية)